# Mustafa Mastur
Mustafa Mastur (perz.: مصطفی مستور; Ahvaz, 1964.), iranski je književnik.
U književnim krugovima poznat je kao iranski prevoditelj djela Raymonda Carvera, i njegova prva zbirka kratkih priča pisana je u Carverovom maniru. Objavljivanjem romana Poljubi Boga od mene dolazi u središte interesovanja književne publike i kritike. Novela Svinjske kosti i leprozne ruke prevedena je, između ostalih, na bošnjački, engleski, ruski, turski, talijanski jezik.

## Vanjske povezice
- Bookstan 2018: Svijet - ni halal ni haram